# 츠구모모
츠구모모(일본어: つぐもも, 츠쿠모모)는 하마다 요시카즈가 쓰고 그림을 그린 일본 만화 시리즈로 2007년에 시작되었다. 이 시리즈의 2권은 현재는 없어진 JMANGA 서비스를 통해 영어로 출판되었다. TV 애니메이션 시리즈로 각색되어 2017년에 방영되었다. 두 번째 시즌은 2020년에 방영되었다.

## 개요
평범한 소년 카가미 카즈야는 돌아가신 어머니의 오비 (기모노)가 키리하라는 이름의 기모노를 입은 소녀로 변신하면서 자신의 삶이 송두리째 뒤바뀐 것을 깨닫는다. 그녀는 주인과 오랜 세월 조화를 통해 영혼을 얻은 물건인 "츠구모모"라고 불리는 쓰쿠모가미이다. 카즈야는 키리하에게 "오랜만"이라고 외쳤을 때 키리하를 만난 기억이 없다. 그는 특정 사람들의 불결한 소원을 성취하기 위해 태어난 조숙 한 영혼 인 "아마 소기"를 공격하여 거의 목숨을 잃을 뻔했고 키리 하가 그를 변호한다. 키리하의 도착과 함께 카즈야는 신들과 다른 쓰쿠모가미들과 함께 현실로 들어가고 천천히 자신의 어두운 과거를 발견하게 된다.